# 朱文科
朱文科（？－？），字以选，福建莆田人。明朝政治人物。
嘉靖三十四年（1555年）福建乡试举人。官大名府东明县（今属山东）知县。隆庆四年（1570年）八月选授山东道试监察御史。万历元年（1573年）八月巡按应天等府，转浙江道。万历六年（1578年）十二月，巡视京营。出为苏州府知府。万历十三年（1585年）十月升浙江参政。万历十六年（1588年）正月迁云南按察使，分巡洱海道。